# Concupiscência
Concupiscência é o termo utilizado para designar a cobiça ou apreço por bens materiais, assim como os prazeres sexuais e a ganância por poder e/ou dinheiro. Na teologia católica, a concupiscência é vista como um desejo de menor apetite contrário à razão. Essa visão é apoiada pelos estoicos, no qual a concupiscência é entendida como um apetite irracional, assim subordinado às necessidades, ódio, ambição, ira, amor, cólera e ressentimento.